# 102e méridien ouest
En géographie, le 102e méridien ouest est le méridien joignant les points de la surface de la Terre dont la longitude est égale à 102° ouest.

## Géographie

### Dimensions
Comme tous les autres méridiens, la longueur du 102e méridien correspond à une demi-circonférence terrestre, soit 20 003,932 km. Au niveau de l'équateur, il est distant du méridien de Greenwich de 11 355 km,.
Avec le 78e méridien est, il forme un grand cercle passant par les pôles géographiques terrestres.

## Régions traversées
En commençant par le pôle Nord et descendant vers le sud au pôle Sud, Le 102e méridien ouest passe par:
| Coordonnées           | Pays, territoire ou mer  | Notes |
| --------------------- | ------------------------ | --- |
| 90° 00′ N, 102° 00′ O | Océan Arctique           | |
| 79° 30′ N, 102° 00′ O | Canal de Peary (en)      | |
| 79° 05′ N, 102° 00′ O | Canada                   | Nunavut — Île Ellef Ringnes |
| 78° 17′ N, 102° 00′ O | Détroit de Danish        | |
| 77° 53′ N, 102° 00′ O | Canada                   | Nunavut — Île King Christian |
| 77° 41′ N, 102° 00′ O | Etendue d'eau sans nom   | Passe juste à l'ouest de l'Île Helena (en), Nunavut, Canada (à 76° 35′ N, 101° 41′ O) |
| 76° 25′ N, 102° 00′ O | Canada                   | Nunavut — Île Bathurst |
| 76° 13′ N, 102° 00′ O | Crique Erskine (en)      | |
| 75° 58′ N, 102° 00′ O | Canada                   | Nunavut — Île Alexander et Île Bathurst |
| 75° 33′ N, 102° 00′ O | Canal de Parry           | Détroit du Vicomte-Melville |
| 73° 04′ N, 102° 00′ O | Canada                   | Nunavut — Île du Prince-de-Galles |
| 72° 30′ N, 102° 00′ O | Canal de M'Clintock (en) | |
| 70° 18′ N, 102° 00′ O | Canada                   | Nunavut — Île Victoria |
| 69° 51′ N, 102° 00′ O | Baie Albert Edward (en)  | |
| 69° 28′ N, 102° 00′ O | Canada                   | Nunavut — Île Victoria |
| 68° 59′ N, 102° 00′ O | Golfe de la Reine-Maud   | |
| 68° 50′ N, 102° 00′ O | Canada                   | Nunavut — Qikiqtaryuaq |
| 68° 37′ N, 102° 00′ O | Golfe de la Reine-Maud   | |
| 67° 45′ N, 102° 00′ O | Canada                   | Nunavut Frontière entre les Territoires du Nord-Ouest et Nunavut — à partir de 64° 14′ N, 102° 00′ O Manitoba — à partir de 60° 00′ N, 102° 00′ O, court à 400 m à l'est et parallèlement à la frontière avec la frontière du Saskatchewan — à partir de 55° 47′ N, 102° 00′ O |
| 49° 00′ N, 102° 00′ O | États-Unis               | Dakota du Nord Dakota du Sud — à partir de 45° 56′ N, 102° 00′ O Nebraska — à partir de 43° 00′ N, 102° 00′ O Kansas — à partir de 40° 00′ N, 102° 00′ O Oklahoma — à partir de 37° 00′ N, 102° 00′ O Texas — à partir de 36° 30′ N, 102° 00′ O |
| 29° 48′ N, 102° 00′ O | Mexique                  | Coahuila Zacatecas — à partir de 25° 05′ N, 102° 00′ O San Luis Potosí — à partir de 23° 24′ N, 102° 00′ O Zacatecas — à partir de 22° 40′ N, 102° 00′ O Aguascalientes — à partir de 22° 16′ N, 102° 00′ O Jalisco — à partir de 21° 53′ N, 102° 00′ O Guanajuato — à partir de 20° 56′ N, 102° 00′ O Jalisco — à partir de 20° 39′ N, 102° 00′ O Guanajuato — à partir de 20° 31′ N, 102° 00′ O Michoacán — à partir de 20° 21′ N, 102° 00′ O, passe juste à l'est de Uruapan Guerrero — à partir de 18° 12′ N, 102° 00′ O |
| 17° 58′ N, 102° 00′ O | Océan Pacifique          | |
| 60° 00′ S, 102° 00′ O | Océan Austral            | |
| 71° 58′ S, 102° 00′ O | Antarctique              | Liste des territoires non revendiqués |

### Frontière
Au Canada, le 102e méridien marque la limite entre les Territoires du Nord-Ouest et le Nunavut entre 64° 14′ N, 102° 00′ O et 60° 00′ N, 102° 00′ O (région des Four Corners). Au sud de ce point, il constitue la frontière entre le Manitoba et la Saskatchewan.